# 智顗
智顗（ちぎ、拼音: zhì-yǐ、大同4年（538年） - 開皇17年（597年）11月24日（新暦598年1月7日））は、中国の南北朝時代から隋にかけての僧侶。天台教学の大成者であり、天台宗の開祖であるが、慧文、慧思に次いで第三祖ともされている（龍樹を開祖とし慧文を第二、慧思を第三、智顗を第四祖とする場合もある）。天台大師、智者大師ともいう。

## 事績
光大2年（568年）から7年間、金陵瓦官寺で『法華経』や『大智度論』を講義。
当時の中国仏教における全教義の整理整頓を行い、格付・解釈・どの時点での釈迦の説法かの査定である、五時八教の教相判釈を行った。仏典をすべて釈迦の説いたものとし、50年の間、最初に華厳経を説き、最後の8年の間に法華経、涅槃経を説いたとする説は中国、および日本の天台宗の系譜にある宗派において信奉され、とくに天台宗や天台宗から生まれた宗派が大きな力を持った日本仏教への影響は大きいものとなった。
五時八教の考え方は近代仏教学で否定されたものの、現在でも信奉する宗派もあり看過できない意義を持つ。

## 著書

### 天台三大部
- 法華玄義[1]
- 法華文句[1]
- 摩訶止観[1]

### 天台五小部
- 観音玄義[1]
- 観音義疏[1]
- 金光明経玄義[1]
- 金光明経文句[1]
- 観経疏[1]

### その他
- 維摩経玄疏[1]
- 維摩経文疏[1]

など。

## 霜月会
智顗の忌日に行われる法会を霜月会といい、途絶えていたものを天海が復興させた。

## 関連文献

### 著書の訳・注解
- 法華玄義
  - 菅野博史訳注 『法華玄義』（全3巻）、第三文明社・選書判、新装版2016年
  - 菅野博史訳注 『現代語訳 法華玄義』（上下）、「東哲叢書」東洋哲学研究所、2018-2019年　
  - 菅野博史訳注 『新国訳大蔵経中国撰述部　法華・天台部　法華玄義』（全3巻）、大蔵出版、2011-2018年
  - 多田孝正注・解説 『法華玄義 〈佛典講座26〉』 大蔵出版、1985年、新装版2002年

法華文句
  - 菅野博史訳注 『法華文句』（全4巻）、第三文明社・選書判、新装版2016-2017年
  - 菅野博史訳注 『現代語訳 法華文句』（上下）、「東哲叢書」東洋哲学研究所、2024年-刊行中

摩訶止観
  - 関口眞大校注 『摩訶止観』 岩波文庫（上・下）、新版刊
  - 村中祐生訳注 『摩訶止観 〈大乗仏典 中国・日本篇6〉』 中央公論社、1988年 - 抜粋での現代語訳
  - 菅野博史訳注 『摩訶止観』（全4巻）、第三文明社・選書判、2022年-刊行中
  - 菅野博史訳注 『一念三千とは何か　摩訶止観－正修止観章』 第三文明社・選書判、新装版2017年 - 抜粋での現代語訳・解説
  - 新田雅章注・解説 『摩訶止観 〈佛典講座25〉』 大蔵出版、1989年、新装版2002年

天台小止観
  - 関口眞大校注 『天台小止観』 岩波文庫、新版刊
  - 関口眞大訳注 『現代語訳　天台小止観』 大東出版社、新版刊

### 資料・伝記
- 章安灌頂撰「隋天台智者大師別傳」[1]
- 灌頂「国清百録」[1]
- 「隋國師智者天台山國清寺釋智顗傳」（『続高僧伝』巻17「習禪篇」2）
  - 福原隆善訳注 『現代語訳一切経 2　隋天台智者大師別伝』 大東出版社
- 京戸慈光[6] 『天台大師の生涯』 第三文明社（新版・第三文明選書、2022年）
- 田村芳朗・新田雅章[7] 『智顗　人物中国の仏教』 大蔵出版
- 藤善真澄・王勇 『天台の流伝 智顗から最澄へ』 山川出版社